# Г'юз-Спрінгс (Техас)
Г'юз-Спрінгс (англ. Hughes Springs) — місто (англ. city) в США, в округах Кесс і Морріс штату Техас. Населення — 1575 осіб (2020).

## Географія
Г'юз-Спрінгс розташований за координатами 32°59′55″ пн. ш. 94°37′52″ зх. д. / 32.99861° пн. ш. 94.63111° зх. д. (32.998673, -94.631063).  За даними Бюро перепису населення США в 2010 році місто мало площу 6,40 км², уся площа — суходіл.

## Демографія
Згідно з переписом 2010 року, у місті мешкало 1760 осіб у 678 домогосподарствах у складі 432 родин. Густота населення становила 275 осіб/км².  Було 751 помешкання (117/км²).
Расовий склад населення:
| - 75,4 % — білих - 20,1 % — чорних або афроамериканців - 0,3 % — корінних американців - 0,1 % — азіатів - 2,1 % — осіб інших рас |

До двох чи більше рас належало 2,1 %. Частка іспаномовних становила 4,6 % від усіх жителів.
За віковим діапазоном населення розподілялося таким чином: 26,2 % — особи молодші 18 років, 52,8 % — особи у віці 18—64 років, 21,0 % — особи у віці 65 років та старші. Медіана віку мешканця становила 38,3 року. На 100 осіб жіночої статі у місті припадало 85,3 чоловіків;  на 100 жінок у віці від 18 років та старших — 76,7 чоловіків також старших 18 років.
Середній дохід на одне домашнє господарство  становив 40 789 доларів США (медіана — 25 234), а середній дохід на одну сім'ю — 51 897 доларів (медіана — 34 737). Медіана доходів становила 40 139 доларів для чоловіків та 23 958 доларів для жінок. За межею бідності перебувало 33,5 % осіб, у тому числі 56,7 % дітей у віці до 18 років та 10,9 % осіб у віці 65 років та старших.
Цивільне працевлаштоване населення становило 616 осіб. Основні галузі зайнятості: освіта, охорона здоров'я та соціальна допомога — 21,6 %, виробництво — 20,3 %, роздрібна торгівля — 11,5 %, мистецтво, розваги та відпочинок — 7,1 %.